# Tord Filipsson
Tord Filipsson, född 7 maj 1950, är en tidigare tävlingscyklist från Skoghalls Cykelklubb och var aktiv under 1970-talet. Han deltog vid OS i München 1972 och Montréal 1976 (5:e plats i lagtempo) och blev bronsmedaljör vid världsmästerskapen i lagtempo 1973 (tillsammans med Leif Hansson, Lennart Fagerlund och Sven-Åke Nilsson) 
Filipsson kommer ursprungligen från Bie.